# Blockbasta
Blockbasta ist das zweite Kollaboalbum der deutschen Rapper Afrob und Samy Deluxe, die bei dem Projekt unter dem Pseudonym ASD auftreten. Das Album erschien am 3. Juli 2015 als Standard-Edition und Box-Set über das Label Four Music.

## Produktion
An der Produktion des Albums waren elf verschiedene Produzenten beteiligt. Samy Deluxe selbst produzierte die Lieder Mittelfinga hoch, Ausrasta (zusammen mit Derek von Krogh und The Titans) sowie Ich seh was (zusammen mit Derek von Krogh). DJ Desue schuf die Beats zum Titeltrack Blockbasta und NON, während die Instrumentals der Songs Bruda (mit X-plosive) und Tortellini Augen von Abaz stammen. Drei Stücke wurden von Benny Bazzazian produziert und Phono, Dr. Zorn, Rik Marvel sowie DJ Rocky sind mit je einem Beat vertreten.

## Covergestaltung
Das Albumcover zeigt Afrob und Samy Deluxe, die auf Holzstühlen sitzen, auf denen jeweils ihr Name steht, und sich zum Betrachter umdrehen. Im oberen Teil des Bildes stehen der schwarze Schriftzug ASD Proudly Represents und in großen weißen Buchstaben der Titel Blockbasta. Der Hintergrund ist in Orange gehalten.

## Gastbeiträge
Auf zwei Liedern sind neben den Protagonisten weitere Künstler vertreten. So ist der Rapper Max Herre beim Song Deadline zu hören, während die Sängerin Nena einen Gastauftritt in Ich seh was hat.

## Titelliste
| #  | Titel                 | Gastbeiträge | Produzent                                | Länge |
| -- | --------------------- | ------------ | ---------------------------------------- | ----- |
| 1  | Die Partei            |              | Benny Bazzazian                          | 2:53  |
| 2  | Blockbasta            |              | DJ Desue                                 | 3:39  |
| 3  | Mittelfinga hoch      |              | Samy Deluxe                              | 2:44  |
| 4  | Deadline              | Max Herre    | Phono                                    | 3:58  |
| 5  | Bruda                 |              | Abaz, X-plosive                          | 3:52  |
| 6  | Überall is Krieg      |              | Dr. Zorn                                 | 3:39  |
| 7  | Tortellini Augen      |              | Abaz                                     | 3:33  |
| 8  | Legendär/Populär      |              | Rik Marvel                               | 4:14  |
| 9  | Ausrasta              |              | Derek von Krogh, Samy Deluxe, The Titans | 3:42  |
| 10 | Airhorn               |              | DJ Rocky                                 | 2:56  |
| 11 | Antihaltung           |              | Benny Bazzazian                          | 3:41  |
| 12 | Mensch gegen Maschine |              | Derek von Krogh                          | 4:04  |
| 13 | NON                   |              | DJ Desue                                 | 3:22  |
| 14 | Grosses Finale        |              | Benny Bazzazian                          | 3:47  |
| 15 | Ich seh was           | Nena         | Derek von Krogh, Samy Deluxe             | 3:18  |

## Chartplatzierungen und Singles
Blockbasta stieg am 10. Juli 2015 auf Platz 4 in die deutschen Albumcharts ein und konnte sich fünf Wochen in den Top 100 halten.
Am 15. Juni 2015 erschien ein Musikvideo zur ersten Single Legendär/Populär, die zeitgleich zum Download ausgekoppelt wurde. Eine Woche später folgte der Titelsong Blockbasta als zweite Single und am 29. Juni wurde ein Video zum Song Antihaltung veröffentlicht. Außerdem erschienen am 14. August und 22. Oktober 2015 Musikvideos zu Tortellini Augen bzw. Mensch gegen Maschine.

## Rezeption
| Professionelle Bewertungen | Professionelle Bewertungen |
| -------------------------- | -------------------------- |
| Kritiken                   |                            |
| Quelle                     | Bewertung                  |
| laut.de                    | [ 3 ]                      |
| Backspin                   | [ 4 ]                      |
| rappers.in                 | [ 5 ]                      |

- Das Online-Magazin laut.de gab dem Album drei von möglichen fünf Punkten und bewertete Raptechnik sowie die Instrumentals positiv, wogegen einige Texte als schwach bezeichnet wurden:

„Die erste Hälfte von "Blockbasta" überzeugt […] durchaus. Afrob und Samy Deluxe legen ganz bewusst wenig Wert auf inhaltliches Facettenreichtum. Viel mehr geht es um Vibe und Energie ihrer Rapmusik. So eröffnen sie die Platte direkt mit einem absoluten Brett: "Die Partei". […] Kein Wunder, haben doch ASD für "Blockbasta" ein klares Ziel: "Es sollte ein Album voller 'Sneak Previews' werden. Viele Banger." Diese Mission gelingt dem Tagteam nur zum Teil. Bereits auf dem vierten Track "Deadline" ist es vorbei mit der puren Power. […] Wenn nicht gerade kraftvolle Beats die wuchtige ASD-Atmosphäre kreieren, bemerkt man schnell die textlichen Defizite. […] So ist "Blockbasta" letztendlich ein durchwachsenes Album, das aber um einiges mehr Spaß macht, als die letzten Solo-Ausflüge des Duos.“

- Oliver Marquart von rap.de schrieb eine überwiegend positive Kritik und bescheinigte den beiden Künstlern ein harmonierendes Zusammenspiel:

„Das Duo Afrob / Samy Deluxe harmoniert nach wie vor durchaus. Während Samy für die einfachen, klaren Gedankengänge und Punchlines zuständig ist, ist Afrob die schwerer zugängliche, komplexere Ergänzung - rauer, roher und mehr um die Ecke gedacht. Das Mic wird auf dem Album brüderlich geteilt, die Parts gehen nahtlos ineinander über und ergänzen sich. […] „Mittelfinga hoch“, „Ausrasta“, „Mensch gegen Maschine“ – es geht meist zackig nach vorne auf „Blockbasta“. Dabei kommen hier und da auch rockige Gitarren zum Einsatz, was die Angriffslust des Albums unterstreicht. Die Beats sind insgesamt durchweg auf der Höhe der Zeit, meist aber, ohne krass eigene Akzente zu setzen. […] Mit „Blockbasta“ liefern Afrob und Samy ziemlich genau das, was man realistischerweise wohl erwarten konnte: Ein pures Rap-Album mit ein paar Trap- und Rock-Einflüssen, eine stimmige Action-Platte, die meist steile Pässe nach vorne bevorzugt und auf Technikgefrickel verzichtet. Dass wir inzwischen nicht mehr 2003, sondern 2015 schreiben, hört man dem Album allerdings ein bisschen zu selten an.“

- Lukas Päckert von MZEE.com kritisierte zwar die textliche Leistung der beiden Künstler, gestand ihnen aber zu, einen durchaus gelungenen Nachfolger der früheren Kollaborationen geschaffen zu haben:

„Sonst bauen die 15 Tracks aber mehr auf Stimmung und Party, als dass es textliche Meisterleistungen zu hören gibt. […] Aber alles in allem bekommt man durchaus einen annehmbaren Nachfolger des zwölf Jahre alten „Wer hätte das gedacht“. Die erneute Kollabo hat zwar lange auf sich warten lassen, aber der Hunger ist da und auch die Zusammenarbeit auf den Tracks gewohnt stark. Nicht zuletzt die wuchtigen, nach vorne gehenden Beats, produziert von Größen wie Bazzazian oder DJ Desue, merzen gewisse Textschwächen locker aus.“